# Vlatko Kardum
Vlatko Kardum (Zagreb, 27. veljače 1940.), hrvatski domovinski i iseljenički književnik,

## Životopis
Rodio se je u Zagrebu, u kojem je završio osnovnu školu, gimnaziju i na Pedagoškoj akademiji studij njemačkog jezika. Radio u više naselja po Hrvatskoj kao nastavnik. Zbog političkih razloga više su ga puta izbacili s radnog mjesta. Za progona hrvatskih proljećara 1972. godine osuđen je na dvije i pol godine zatvora. Uspio je iz zatvora nakon same presude pobjeći u Austriju. Tu je godine boravio u lageru Traiskirchenu i zatim se je nastanio u SR Njemačkoj. Ondje se je dodatno obrazovao. Studirao je u Essenu gdje je završio studij režije i glume i nakon čega je radio kao intendant dječjeg kazališta u gradu Mühlheimu/Ruhr.

## Djela
- Jakica Grgelijin, pripovijest iz ličkog života, Dudenhofen, 1973.

- Lijepa Kata, roman, Sarajevo, 1990.

## Nagrade i priznanja
- Šimun Šito Ćorić uvrstio ga je u svoju antologiju 60 hrvatskih emigrantskih pisaca.[1]